# Ryparosa hirsuta
Ryparosa hirsuta är en tvåhjärtbladig växtart som beskrevs av J. J. Smith. Ryparosa hirsuta ingår i släktet Ryparosa och familjen Achariaceae. Inga underarter finns listade i Catalogue of Life.